# Xung đột Bắc Rakhine
Một loạt các vụ xung đột bang Rakhine của Myanmar giữa quân nổi dậy quân cứu thế Arakan Rohingya (ARSA) và lực lượng an ninh Myanmar đã diễn ra từ tháng 10 năm 2016. Những người thiểu số Hồi giáo gốc Rohingya trong khu vực này từng trải qua cuộc bức hại của đa số Phật giáo trong quốc gia này. và sau loạt vụ xung đột đầu tiên vào tháng 10 năm 2016, các báo cáo về các vụ vi phạm nhân quyền do các lực lượng an ninh Myanmar gây ra.
Vào ngày 9 tháng 10 năm 2016, các phần tử nổi dậy của ARSA đã tấn công các biên giới của Miến Điện dọc biên giới Bangladesh - Myanmar. Đáp lại, chính quyền Miến Điện đã khởi động một chiến dịch quân sự chống lại Rohingya. Theo các quan chức LHQ, từ tháng 10 năm 2016 đến tháng 6 năm 2017, các hoạt động của chính phủ đã làm hơn 1.000 thường dân Rohingya thiệt mạng. Vào tháng 8 năm 2017, bạo lực giữa lực lượng an ninh và ARSA nổ ra. Từ ngày 25 tháng 8 đến ngày 8 tháng 9, Liên Hợp Quốc ước tính ít nhất 1.000 người chết. Bạo lực gần đây nhất cũng làm 270.000 người Rohingya trốn khỏi nhà họ.
Bạo lực đang diễn ra đã di dời hàng trăm ngàn người Rohingya. Tình hình đã được Liên Hợp Quốc mô tả là làm sạch sắc tộc. Tính đến tháng 1 năm 2017, 69 nghìn người Rohingya đã trốn sang Bangladesh và 23,000 người đã bị di tản trong nước. Thêm 270.000 người Rohingya đã trốn sang Bangladesh từ tháng 8 đến tháng 9 năm 2017.

## Bối cảnh
Người Rohingya là một nhóm dân tộc thiểu số chủ yếu sinh sống ở vùng phía Bắc của bang Rakhine, Myanmar, và được mô tả là một trong những dân tộc bị thiếu số bị ngược đãi nhiều nhất trong các dân tộc thiểu số trên thế giới. Họ tự cho mình là hậu duệ của những người Ả Rập, những người buôn bán Ả Rập và những nhóm khác định cư ở khu vực này nhiều thế hệ trước. Sau những cuộc bạo động vào năm 2012, các tác giả học thuật đã sử dụng thuật ngữ Rohingya để đề cập đến cộng đồng Hồi giáo ở miền bắc Rakhine. Ví dụ, giáo sư Andrew Selth của Đại học Griffith đã sử dụng "Rohingya" nhưng nói rằng "Đây là những người Hồi giáo Bengal sống ở bang Arakan... hầu hết người Rohingya đến với những thực dân Anh trong thế kỷ 19 và 20." Trong số cộng đồng người Rohingya ở nước ngoài, thuật ngữ này đã trở nên phổ biến từ những năm 1990, mặc dù phần lớn người Hồi giáo ở miền bắc Rakhine không quen với thuật ngữ này và thích sử dụng các tên gọi khác. Các học giả đã tuyên bố rằng họ đã có mặt trong khu vực từ thế kỷ 15. Tuy nhiên, họ đã bị bởi chính phủ Myanmar từ chối cấp quốc tịch, mô tả họ là những người nhập cư bất hợp pháp từ Bangladesh. Trong thời hiện đại, cuộc bức hại Rohingyas ở Myanmar bắt đầu từ những năm 1970.  Kể từ đó, người Rohingya đã thường xuyên trở thành mục tiêu bức hại của chính phủ và Phật giáo quốc gia. Sự căng thẳng giữa các nhóm tôn giáo khác nhau trong nước đã thường bị khai thác bởi các chính phủ quân sự của Myanmar. Theo Tổ chức Ân xá Quốc tế, người Rohingya nhân đã phải gánh chịu các vi phạm nhân quyền trong quá khứ của chế độ độc tài quân sự kể từ năm 1978, và do đó nhiều người đã chạy trốn đến nước láng giềng Bangladesh. Vào năm 2005, Cao uỷ viên người tị nạn Liên Hợp Quốc đã trợ giúp việc hồi hương người Rohingya từ Bangladesh, nhưng các cáo buộc lạm dụng nhân quyền trong các trại tị nạn đe dọa nỗ lực này. Năm 2015, 140.000 người Rohingya đã ở lại các trại IDP sau các cuộc bạo loạn bang Rakhine 2012.